# 平武溲疏
平武溲疏（学名：Deutzia longifolia var. pingwuensis）为虎耳草科溲疏属下的一个变种。

## 扩展阅读
- 維基物種上的相關：平武溲疏